# 東南亞研究期刊
《東南亞研究期刊》（Journal of Southeast Asian Studies）是1960年起發行的學術期刊。該期刊會在每年的2月、6月和10月出版，內容涵蓋關於東南亞的人文學科和社會科學，以及包含東南亞各語言寫就的著作的書評。目前，期刊的主編是Maitrii Aung-Thwin。據2017年發佈的期刊引證報告指，《東南亞研究期刊》的影響因子為0.463，在68個同類期刊中排行第48。

## 資料來源
1. ↑  .   [2014-04-10]. （原始内容存档于2016-06-13）.
2. ↑  .   [2014-04-10]. （原始内容存档于2015-07-23）.

## 外部連結
- 官方网站